# Châteauneuf-du-Faou
Châteauneuf-du-Faou è un comune francese di 3 812 abitanti situato nel dipartimento del Finistère nella regione della Bretagna.

## Società

### Evoluzione demografica
Abitanti censiti